# Jakkumus
Jakkumus är ett berg som ligger i södra delen av Kiruna kommun vid Kalixälvsvägen. Berget är 530 meter högt. Förutom byar som Masugnsbyn och Saittarova i Pajala kommun ser man stora delar av norra Tornedalen från Jakkumus.